# Уряд Литви

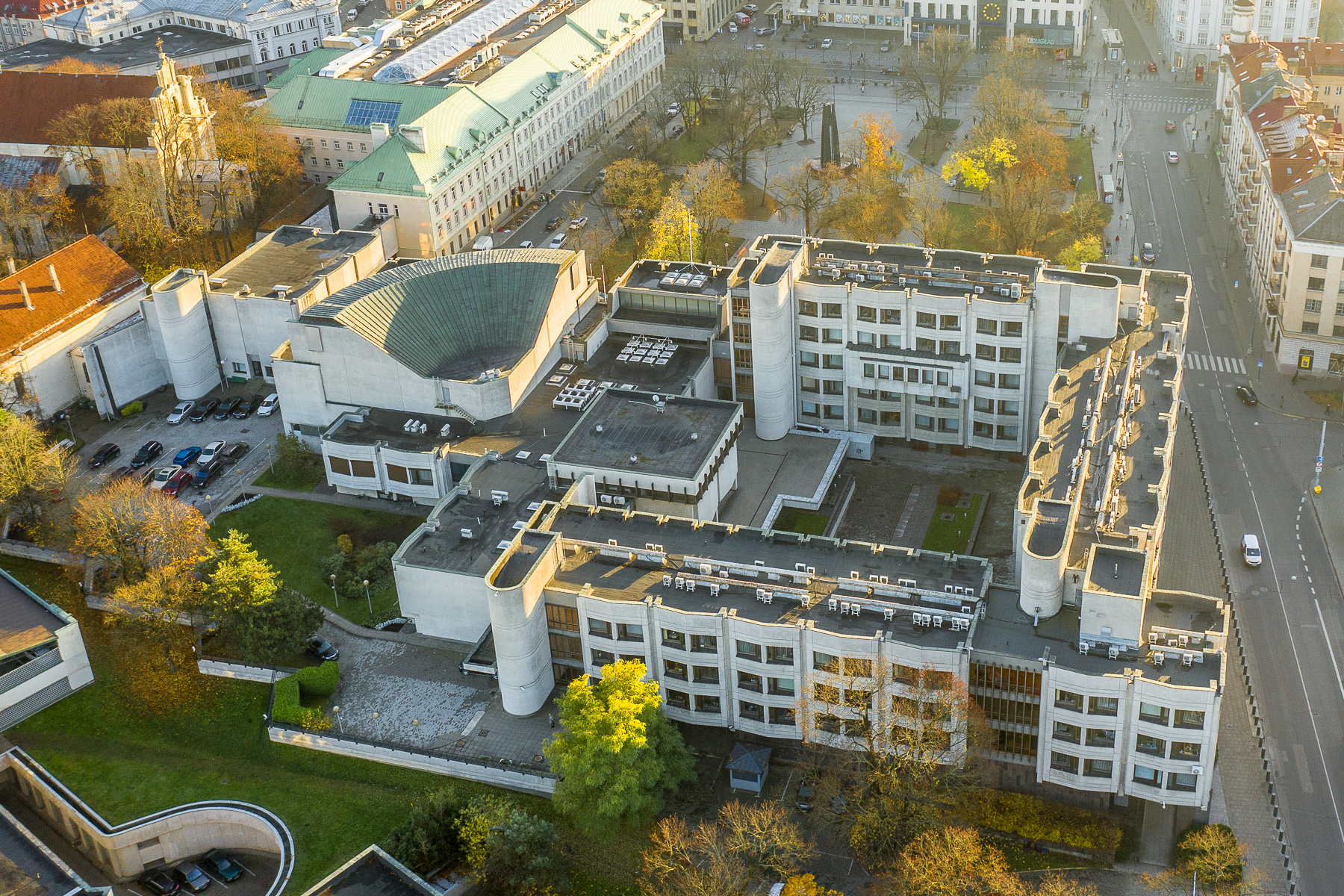

Уряд Литви — вищий орган виконавчої влади Литви.
Главою уряду Литви є прем'єр-міністр. До складу уряду входять прем'єр-міністр, міністри та інші члени, встановлені законом.
Кандидатура прем'єр-міністра вноситься в Сейм Президентом і має бути затверджена протягом 10 днів.
Нинішній уряд під керівництвом Саулюса Скверняліса - 17-ий з 1990 року, коли було проголошено відновлення незалежності Литовської Республіки.

## Діяльність
Уряд вирішує державні справи на своїх засіданнях, ухвалюючи рішення більшістю голосів усіх членів Уряду. Протоколи приймаються та звукозаписуються на засіданнях уряду, однак урядові засідання не були загальнодоступними.
Постанова Уряду, прийнята на засіданні, підписується Прем'єр-міністром та Міністром відповідної гілки влади.
Прем'єр-міністр та міністри також мають право брати участь у засіданнях Сейму, її комітетів, комісій та парламентських груп та висловити свою думку з розглянутих питань.
Прем'єр-міністр та міністри не можуть мати жодних інших посад (крім членів Сейму), не можуть працювати в комерційних та інших приватних установах або підприємствах, і не можуть отримувати будь-яку винагороду, крім заробітної плати, однак члени Уряду можуть отримувати винагороду за творчу та наукову діяльність.
Канцелярія Уряду підтримує Уряд у виконанні функцій Уряду та Прем'єр-міністра. Канцелярію Уряду очолює канцлер Уряду. Мільда Даргупайте працювала канцлером з 2016 року.

## Кабінет міністрів
Склад чинного уряду подано станом на 30 грудня 2016 року.
| Міністерство                              | Міністр                                       | Фото | Партія                     |
| ----------------------------------------- | --------------------------------------------- | ---- | -------------------------- |
| Міністерство внутрішніх справ             | Еймутіс Місіунас (Eimutis Misiunas)           |      | Безпартійний               |
| Міністерство екології                     | Кейстутіс Навікас (Kestutis Navickas)         |      | Безпартійний               |
| Міністерство економіки                    | Віргініюс Сінкевічюс (Mindaugas Sinkevicius)  |      | Союз селян і зелених Литви |
| Міністерство енергетики                   | Жигімантас Вайчюнас (Zygimantas Vaiciunas)    |      | Безпартійний               |
| Міністерство закордонних справ            | Лінас Лінкевічюс (Linas Linkevicius)          |      | Безпартійний               |
| Міністерство культури                     | Ліана Руокіте-Йонссон (Liana Ruokyte-Jonsson) |      | Безпартійний               |
| Міністерство науки і освіти               | Юргіта Петраускієне (Jurgita Petrauskiene)    |      | Безпартійний               |
| Міністерство оборони                      | Раймундас Каробліс (Raimundas Karoblis)       |      | Безпартійний               |
| Міністерство охорони здоров'я             | Авреліюс Верига (Aurelijius Veryga)           |      | Безпартійний               |
| Міністерство праці та соціального захисту | Лінас Кукурайтіс (Linas Kukuraitis)           |      | Безпартійний               |
| Міністерство сільського господарства      | Броніус Маркаускас (Bronius Markauskas)       |      | Союз селян і зелених Литви |
| Міністерство транспорту і зв'язку         | Рокас Масюліс (Rokas Masiulis)                |      | Безпартійний               |
| Міністерство фінансів                     | Вілюс Сапока (Vilius Sapoka)                  |      | Безпартійний               |
| Міністерство юстиції                      | Мільда Вайніуте (Milda Vainiute)              |      | Безпартійний               |

## Будівля

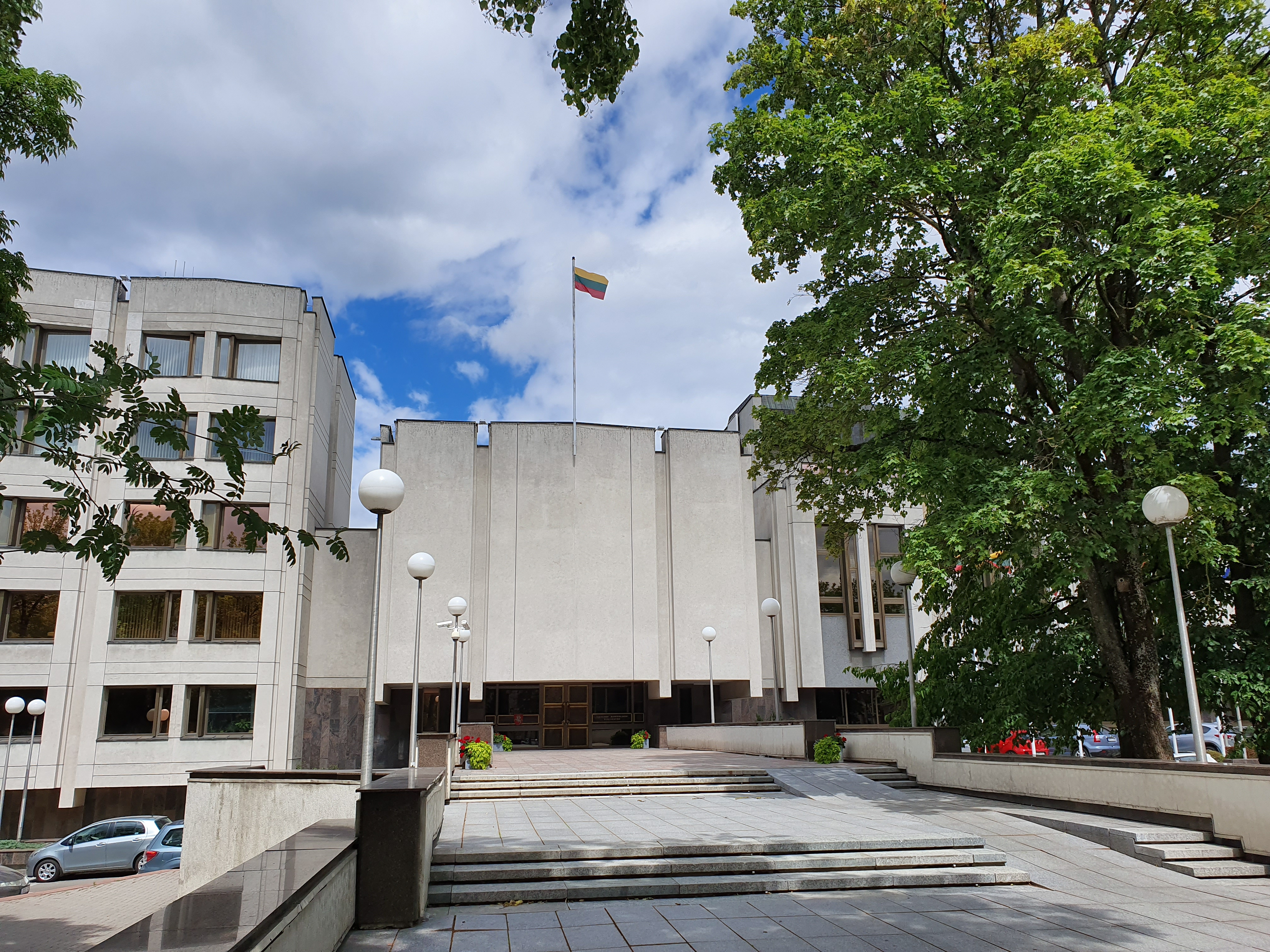
Головний вхід
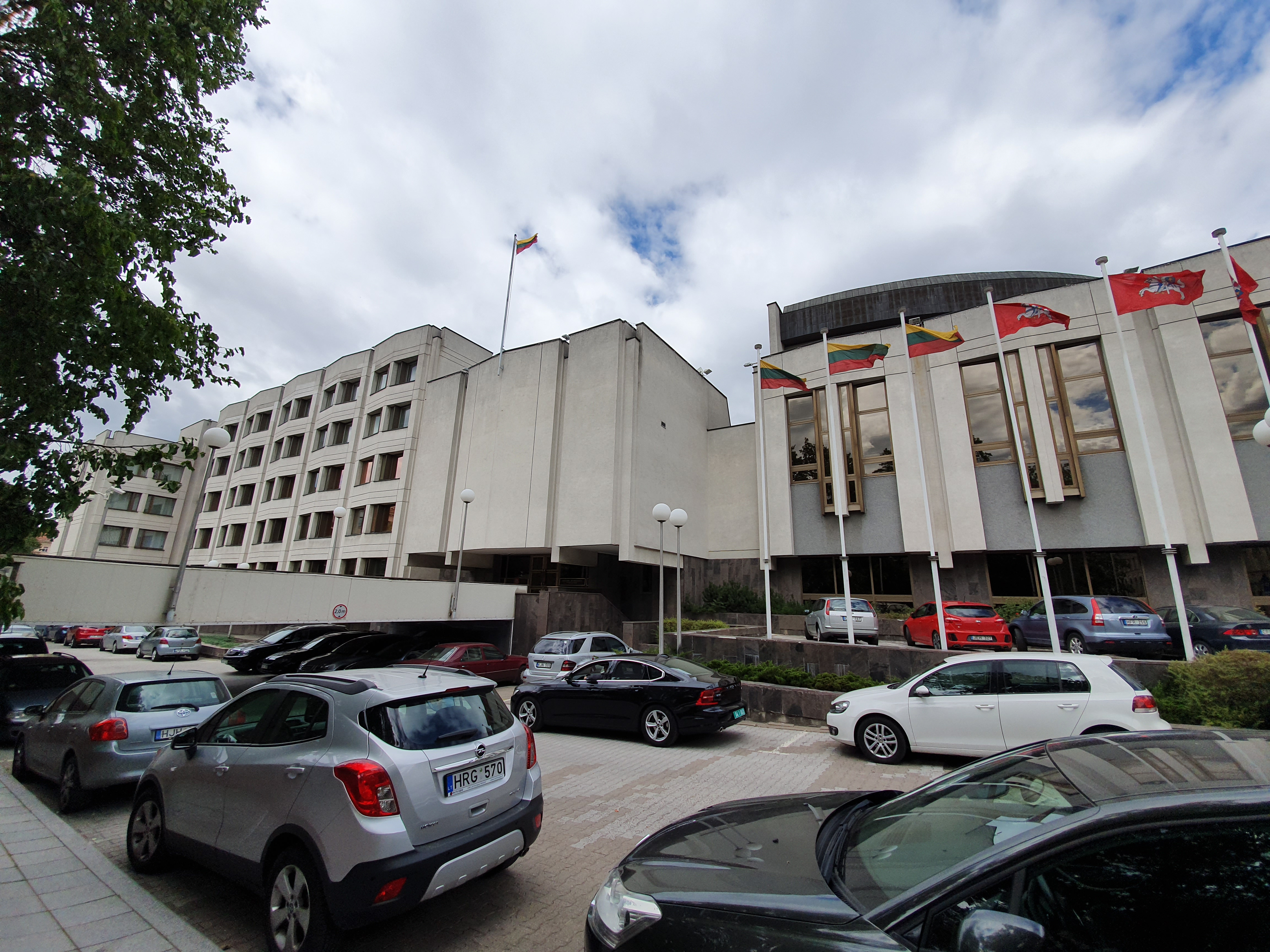